# NGC 3520

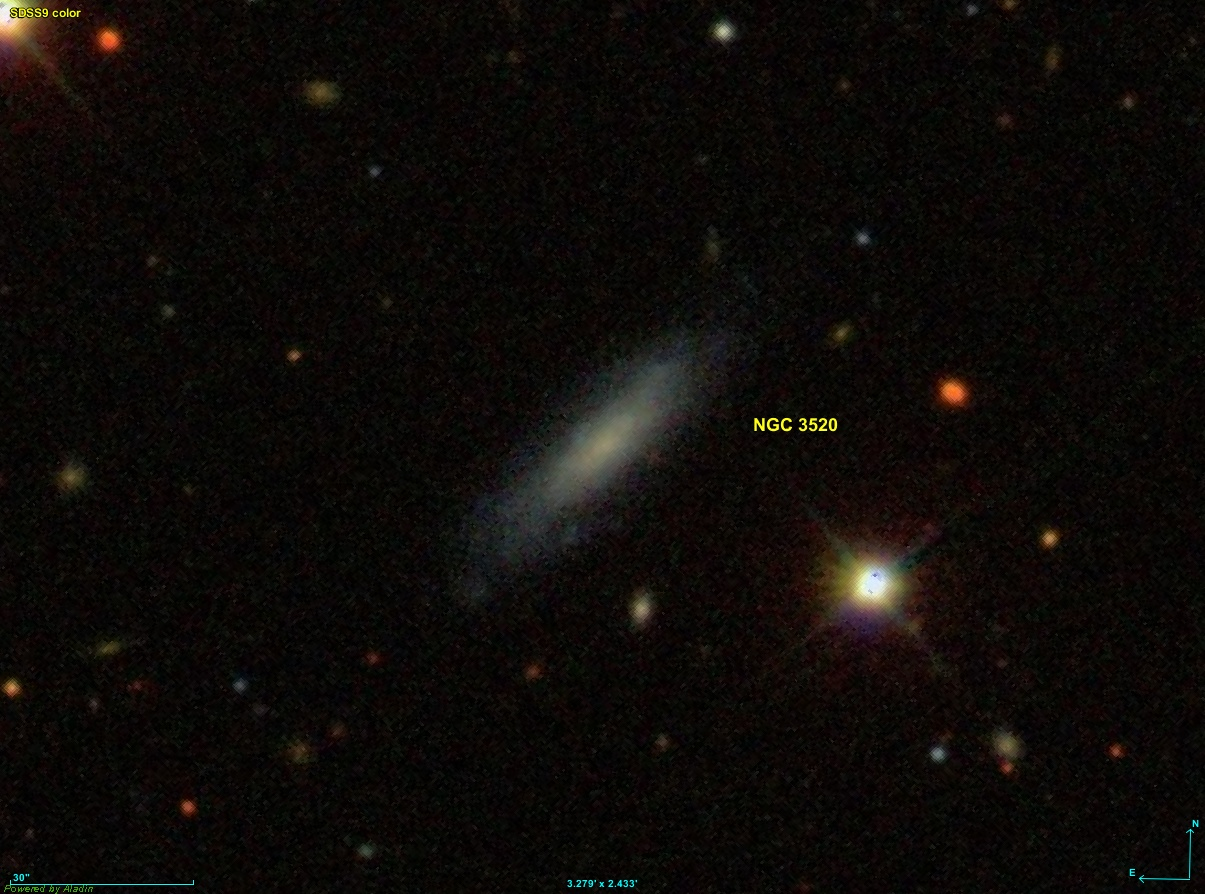
Pour Simbad et Aladin, NGC 3520 est la galaxie PGC 33581.

NGC 3520 est une très vaste et lointaine galaxie elliptique située dans la constellation de la Coupe. NGC 3520 a été découverte par l'astronome américain Francis Leavenworth en 1834. En fait, NGC 3520 serait un système galactique quadruple.

## Caractéristiques

### Distance
Sa vitesse par rapport au fond diffus cosmologique est de 21 256 ± 52 km/s, ce qui correspond à une distance de Hubble de 314 ± 22 Mpc (∼1,02 milliard d'al).

### Identification
Pour la base de données Simbad et pour le logiciel Aladin, NGC 3520 est la galaxie PGC 33581 et non PGC 33648.

### Brillance de surface
En raison d'une brillance de surface égale à 14,08 mag/am2, on peut qualifier NGC 3520 de galaxie à faible brillance de surface (LSB en anglais pour low surface brightness). Les galaxies LSB sont des galaxies diffuses (D) avec une brillance de surface inférieure de moins d'une magnitude à celle du ciel nocturne ambiant.